# Политцер, Адам
Адам Политцер (нем. Adam Politzer; 1 октября 1835, Альбертирша, Австрийская империя — 10 августа 1920, Вена, Австрия) — австрийский врач, один из основоположников отиатрии, раздела оториноларингологии.

## Биография
Из еврейской купеческой семьи, сын Абрама Политцера и Каролины Хай. В 1859 году окончил Йенский университет. В 1861 году по инициативе Политцера в Венском университете был введён курс отиатрии. В 1870 году он стал первым в мире профессором отиатрии. В 1873 году организовал в Вене специальную ушную клинику, которой руководил до конца жизни.
Основные работы по клинике холестеатомы, хронического катара среднего уха, отосклероза и др. Разработал ряд внутриушных операций на слуховых косточках, предложил метод продувания ушей («полицеровское продувание»). Автор уникального руководства по ушным болезням (1878), первого труда по истории отоларингологии (1907—1913). Создал школу отиатров.
Изображен на австрийской почтовой марке 1985 года.

## Семья
- Жена — Юлия Розенфельд (?—1928).
  - Дочь — Алиса Фридлендер (урождённая Политцер, 1864—?), первым браком была замужем за банкиром Рихардом фон Фляйшль-Марксовым (1853—1901), братом физиолога Эрнста фон Фляйшль-Марксова; вторым браком замужем за музыковедом и фольклористом Максом Фридлендером[3].

## Труды
- Die Beleuchtungsbilder des Trommelfells im gesunden und kranken Zustande. Wien: W. Braumüller, 1865
- Zehn Wandtafeln zur Anatomie des Gehörorgans. Wien, 1873.
- Lehrbuch der Ohrenheilkunde. Stuttgart, F. Enke, 1878, 1882, 1893, 1902, 1908.
- Die anatomische und histologische Zergliederung des menschlichen Gehörorgans im normalen und kranken Zustande. Wien, 1889.
- Atlas der Trommelfellbilder (1896)
- Atlas der Beleuchtungsbilder des Trommelfells. Wien, 1899.
- Geschichte der Ohrenheilkunde. 2 Bände. Stuttgart, F. Enke, 1907 and 1913.
- Atlas und Grundriss der Ohrenheilkunde. Unter Mitwirkung von A. Politzer herausgegeben von Gustav Brühl. München, 1901. Band 24 von Lehmanns Medizinische Handatlanten.